# 1497 Тампере
1497 Тампере (енгл. 1497 Tampere) је астероид главног астероидног појаса са средњом удаљеношћу од Сунца која износи 2,896 астрономских јединица (АЈ).
Апсолутна магнитуда астероида је 11,9 а геометријски албедо 0,120.